# Nowosiółki (rejon wilejski)
Nowosiółki (biał. Навасёлкі; ros. Новосёлки) – wieś na Białorusi, w obwodzie mińskim, w rejonie wilejskim, w sielsowiecie Chocieńczyce.

## Historia
W czasach zaborów wieś w koręgu wiejskim Krzemieniec, w gminie Chocieńczyce, w powiecie wilejskim, w guberni wileńskiej Imperium Rosyjskiego. W 1866 roku w 3 domach zamieszkiwało 25 (11 dusz rewizyjnych) mieszkańców wyznania katolickiego.
W latach 1921–1945 wieś i smolarnia leżały w Polsce, w województwie wileńskim, w powiecie wilejskim, w gminie Chocieńczyce.
Według Powszechnego Spisu Ludności z 1921 roku zamieszkiwało wieś 58 osób, 3 były wyznania rzymskokatolickiego a 55 prawosławnego. Jednocześnie 3 mieszkańców zadeklarowało polską a 55 białoruską przynależność narodową. Było tu 10 budynków mieszkalnych. W 1931 w 9 domach zamieszkiwało 57 osób.
Smolarnię w 1921 roku w 2 domach zamieszkiwało 18 osób, 6 było wyznania rzymskokatolickiego, 4 prawosławnego a 8 mojżeszowego. Jednocześnie 6 mieszkańców zadeklarowało polską, 4 białoruską a 8 żydowską przynależność narodową. Były tu 2 budynki mieszkalne.
Wierni należeli do parafii rzymskokatolickiej w Ilji i prawosławnej w Chocieńczycach. Miejscowość podlegała pod Sąd Grodzki w Ilji i Okręgowy w Wilnie; właściwy urząd pocztowy mieścił się w Chocieńczycach.
W wyniku napaści ZSRR na Polskę we wrześniu 1939 miejscowość znalazła się pod okupacją sowiecką. 2 listopada została włączona do Białoruskiej SRR. Od czerwca 1941 roku pod okupacją niemiecką. W 1944 miejscowość została ponownie zajęta przez wojska sowieckie i włączona do Białoruskiej SRR.
Od 1991 w składzie niepodległej Białorusi.